# Province de Cornelio Saavedra
La province de Cornelio Saavedra est une des 16 provinces du département de Potosí, en Bolivie. Son chef-lieu est la ville de Betanzos.

## Population
Sa population s'élevait à 58 706 habitants au recensement de 2001.

## Subdivisions
La province est subdivisée en trois municipalités (municipios en espagnol) :
- Betanzos
- Chaquí
- Tacobamba